# Clinopodium
Clinopodium là một chi thực vật có hoa trong họ Hoa môi (Lamiaceae).

## Loài
Chi Clinopodium gồm các loài:
- Clinopodium acinos (L.) Kuntze
- Clinopodium alpinum (L.) Kuntze
- Clinopodium ashei (Weath.) Small – Ashe's calamint
- Clinopodium bolivianum (Benth.) Kuntze
- Clinopodium brownei (Sw.) Kuntze – Browne's savory
- Clinopodium chandleri (Brandegee) P.D.Cantino & Wagstaff – San Miguel calamint
- Clinopodium chinense (Benth.) Kuntze
- Clinopodium coccineum (Nutt. ex Hook.) Kuntze – scarlet calamint
- Clinopodium dentatum (Chapm.) Kuntze – Florida calamint
- Clinopodium fasciculatum (Benth.) Harley
- Clinopodium glabellum (Michx.) Kuntze – Ozark calamint
- Clinopodium gracile (Benth.) Kuntze – slender wild basil
- Clinopodium grandiflorum (L.) Kuntze
- Clinopodium hakkaricum Dirmenci & Firat – Hakkari clinopodium
- Clinopodium macrostemum (Moc. & Sessé et Benth) Kuntze
- Clinopodium menthifolium (Host) Stace – woodland calamint
- Clinopodium mimuloides (Benth.) Kuntze – monkeyflower savory
- Clinopodium mutabile (Epling) Harley
- Clinopodium nepeta (L.) Kuntze – lesser calamint
- Clinopodium talladeganum B.R. Keener & Floden – Talladega calamint
- Clinopodium troodi (Post) Govaerts
- Clinopodium umbrosum (M.Bieb.) K.Koch
- Clinopodium vimineum (L.) Kuntze – serpentine savory
- Clinopodium vulgare (L.) – wild basil[4][5]

## Hình ảnh

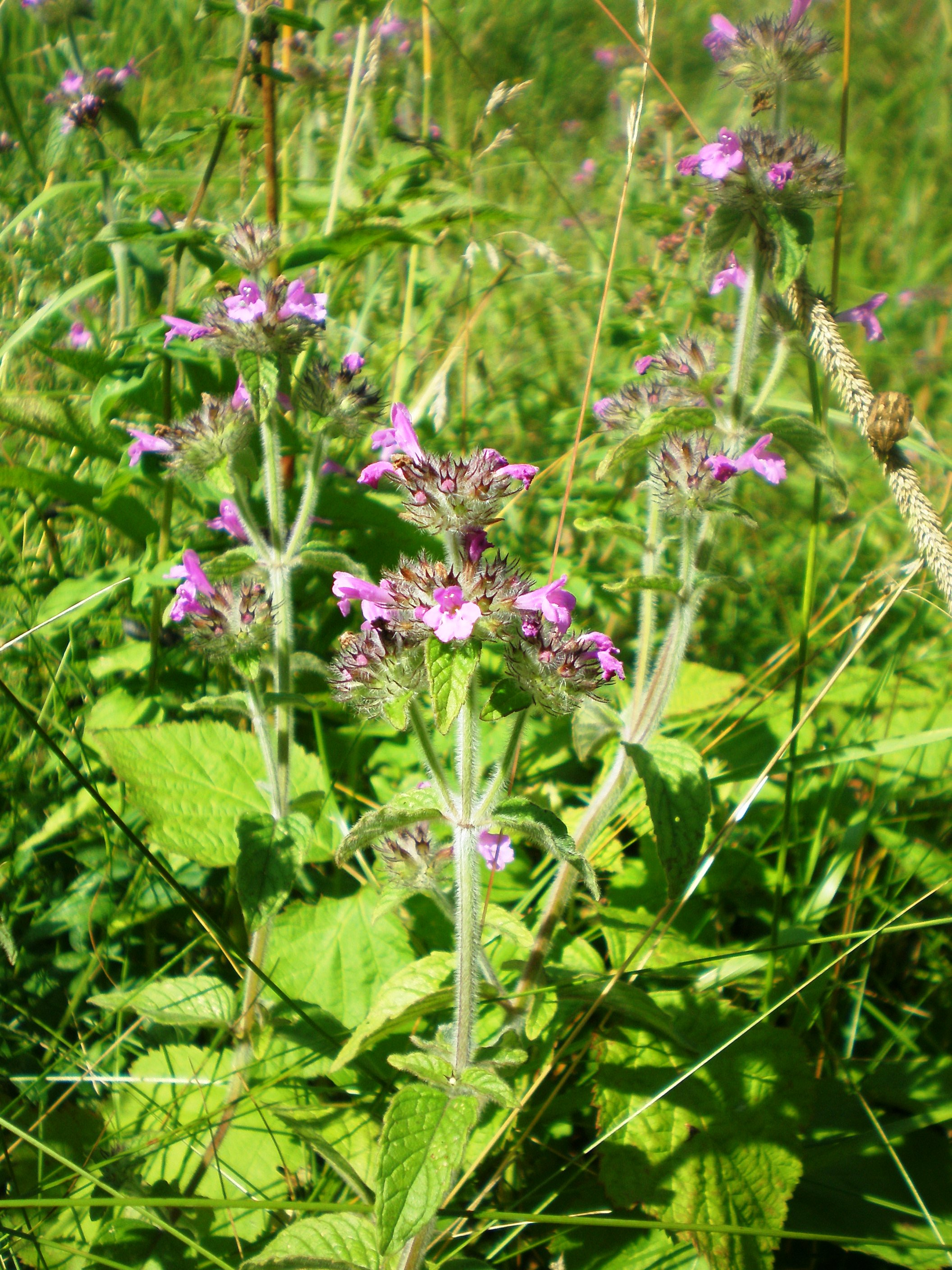
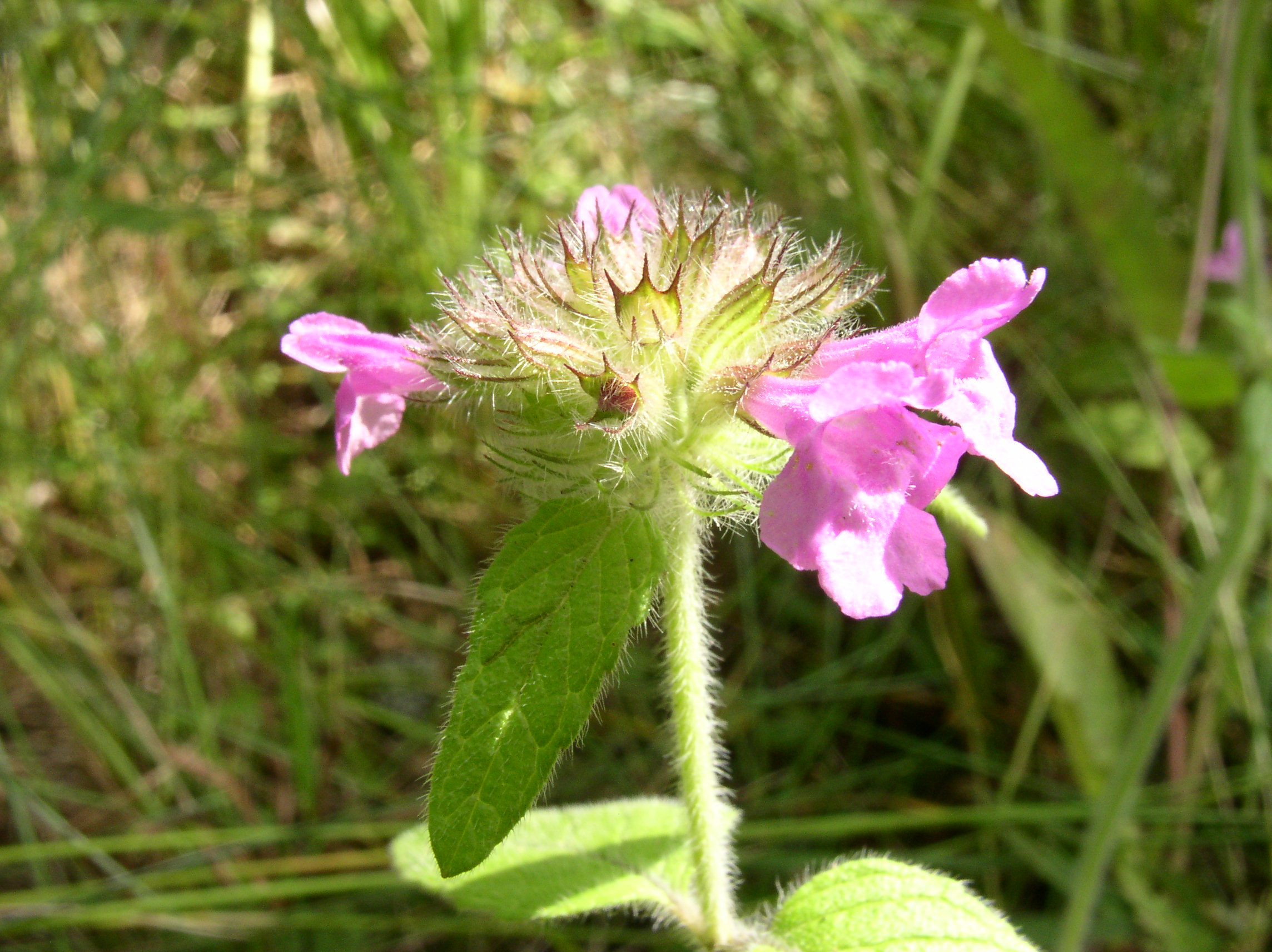
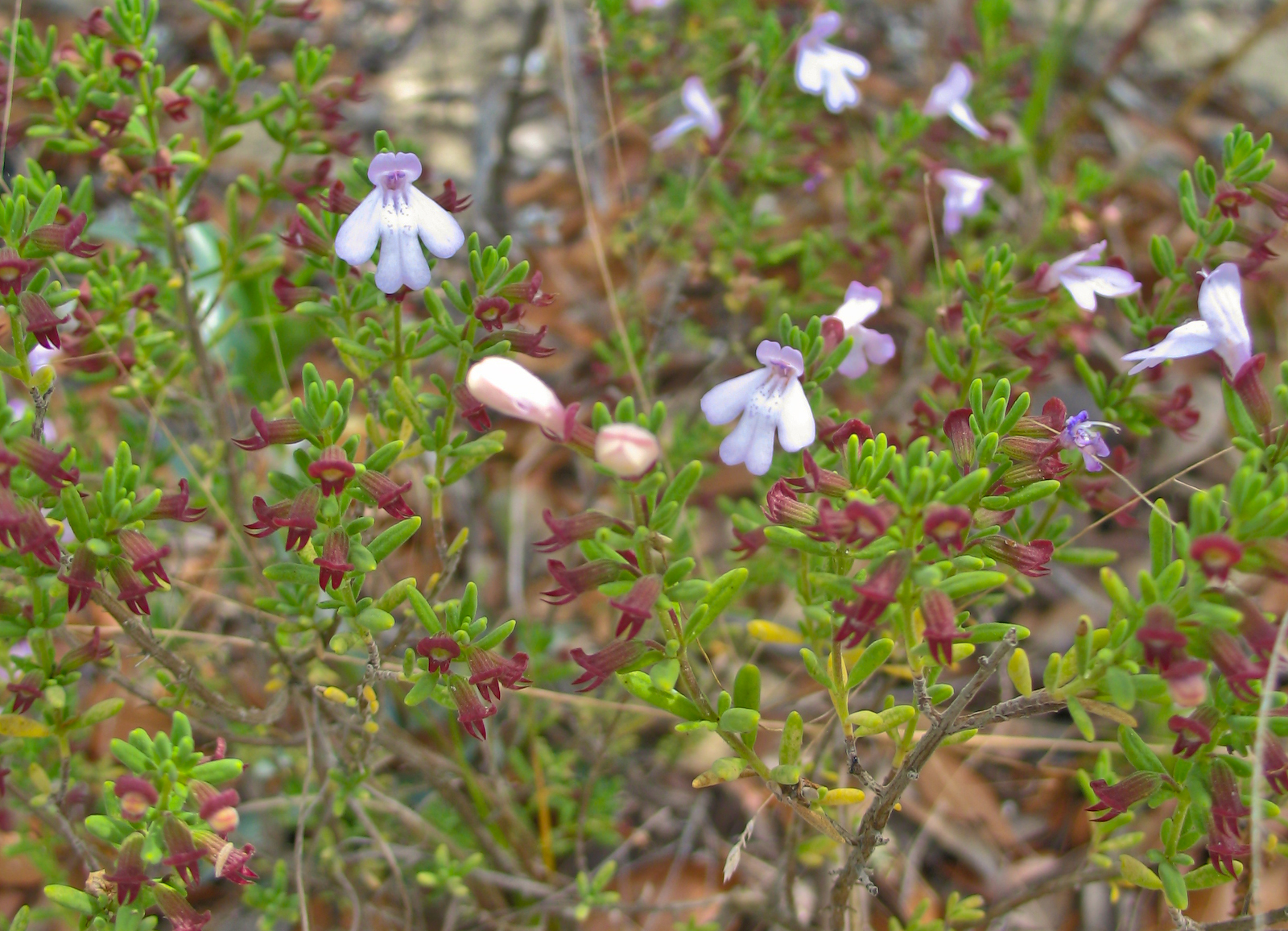
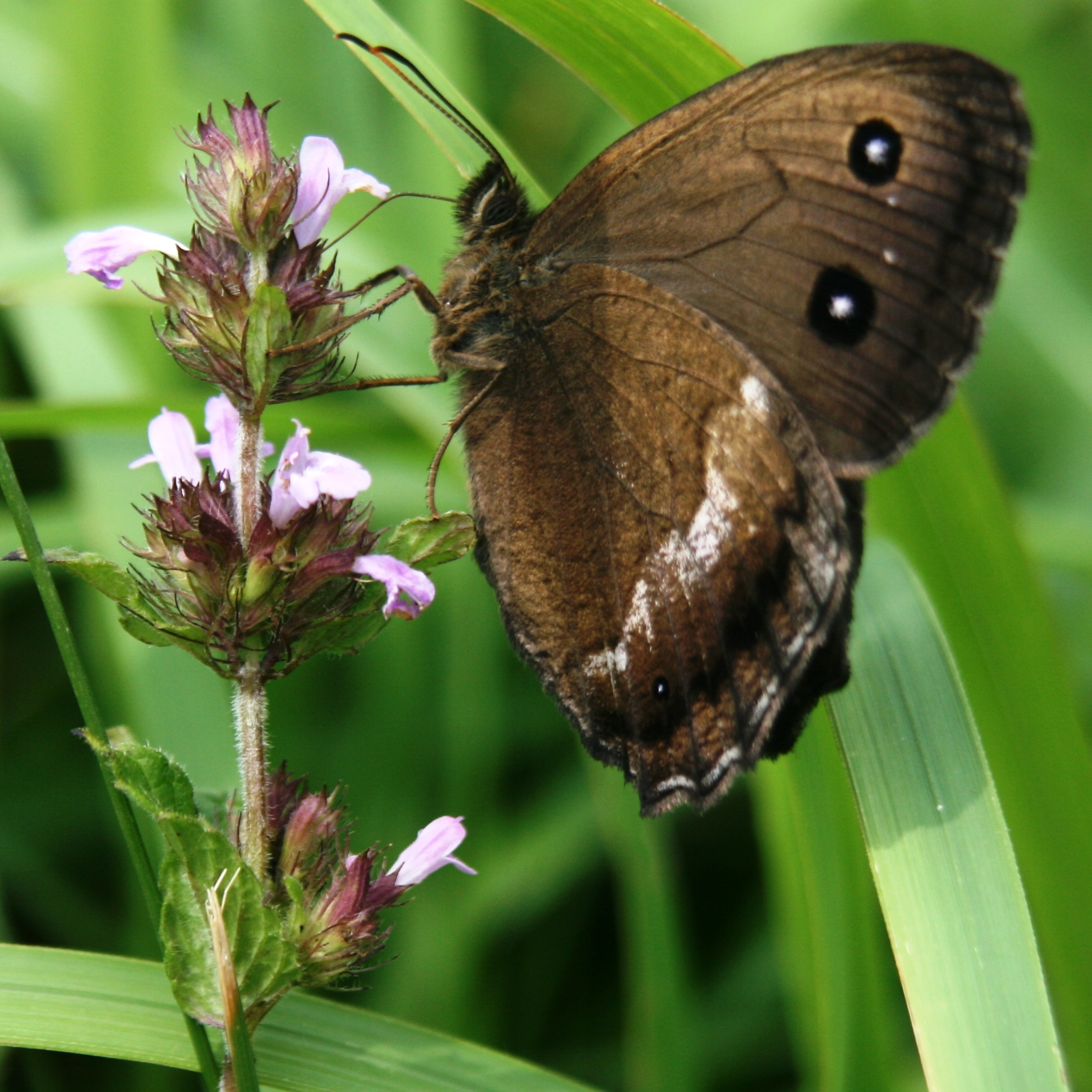
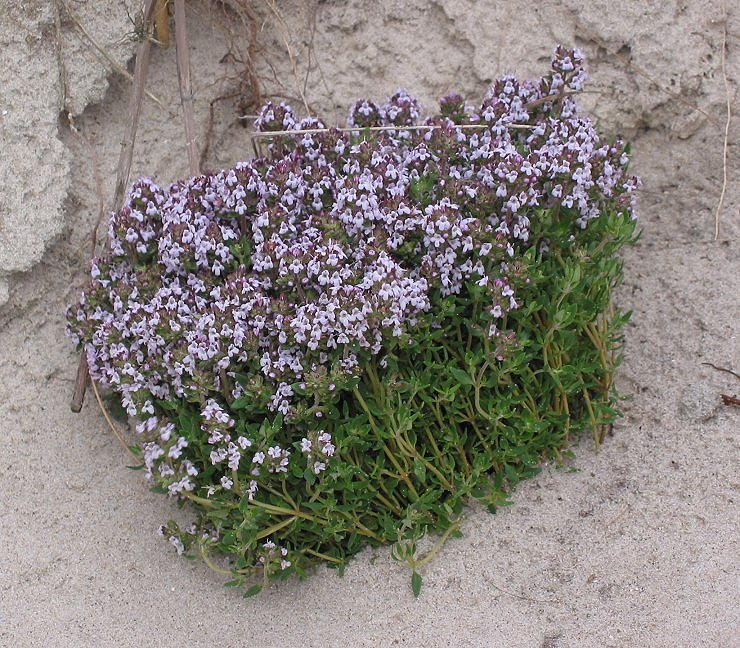
Clinopodium acinos
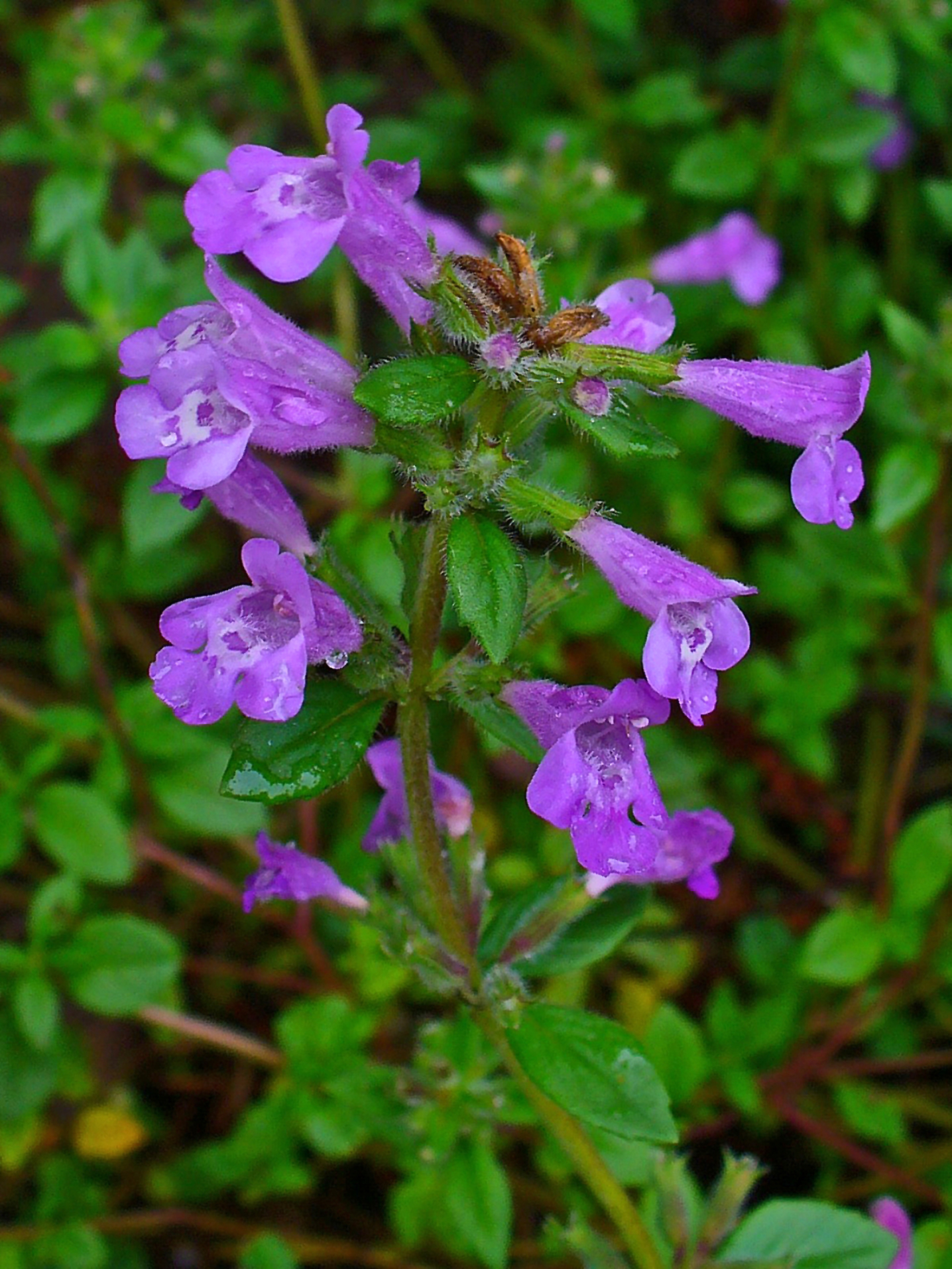
Clinopodium alpinum
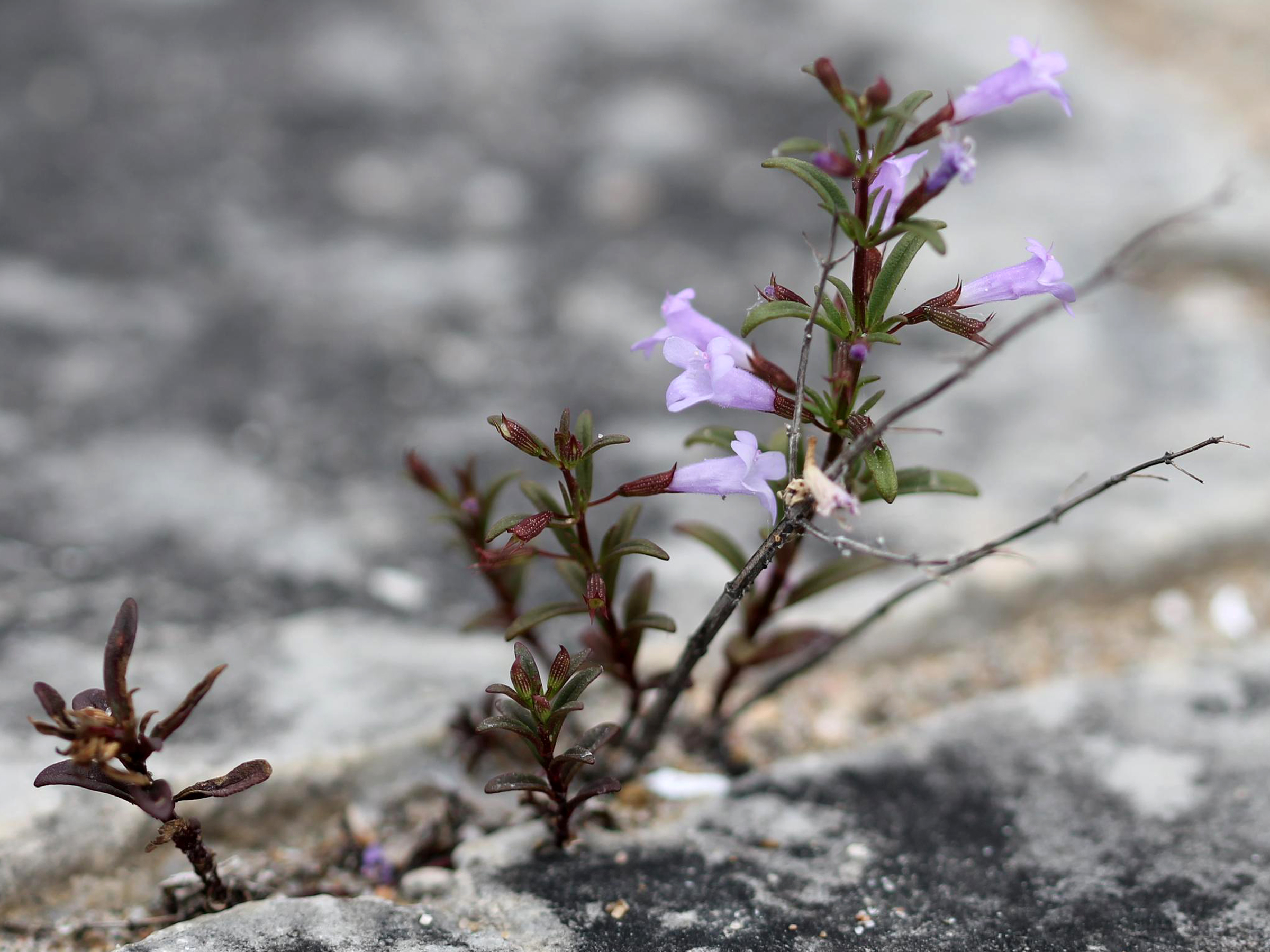
Clinopodium glabrum
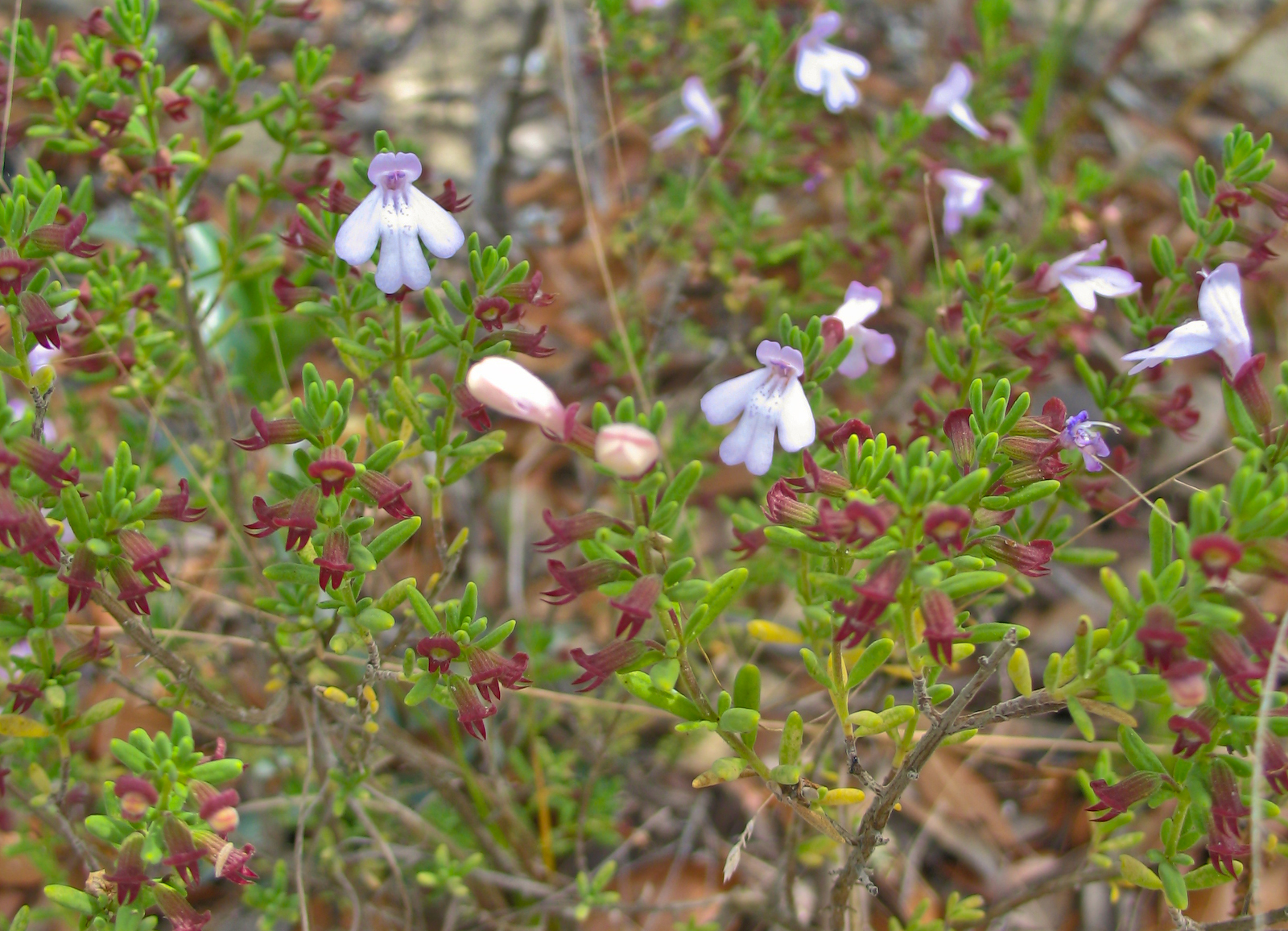
Clinopodium ashei
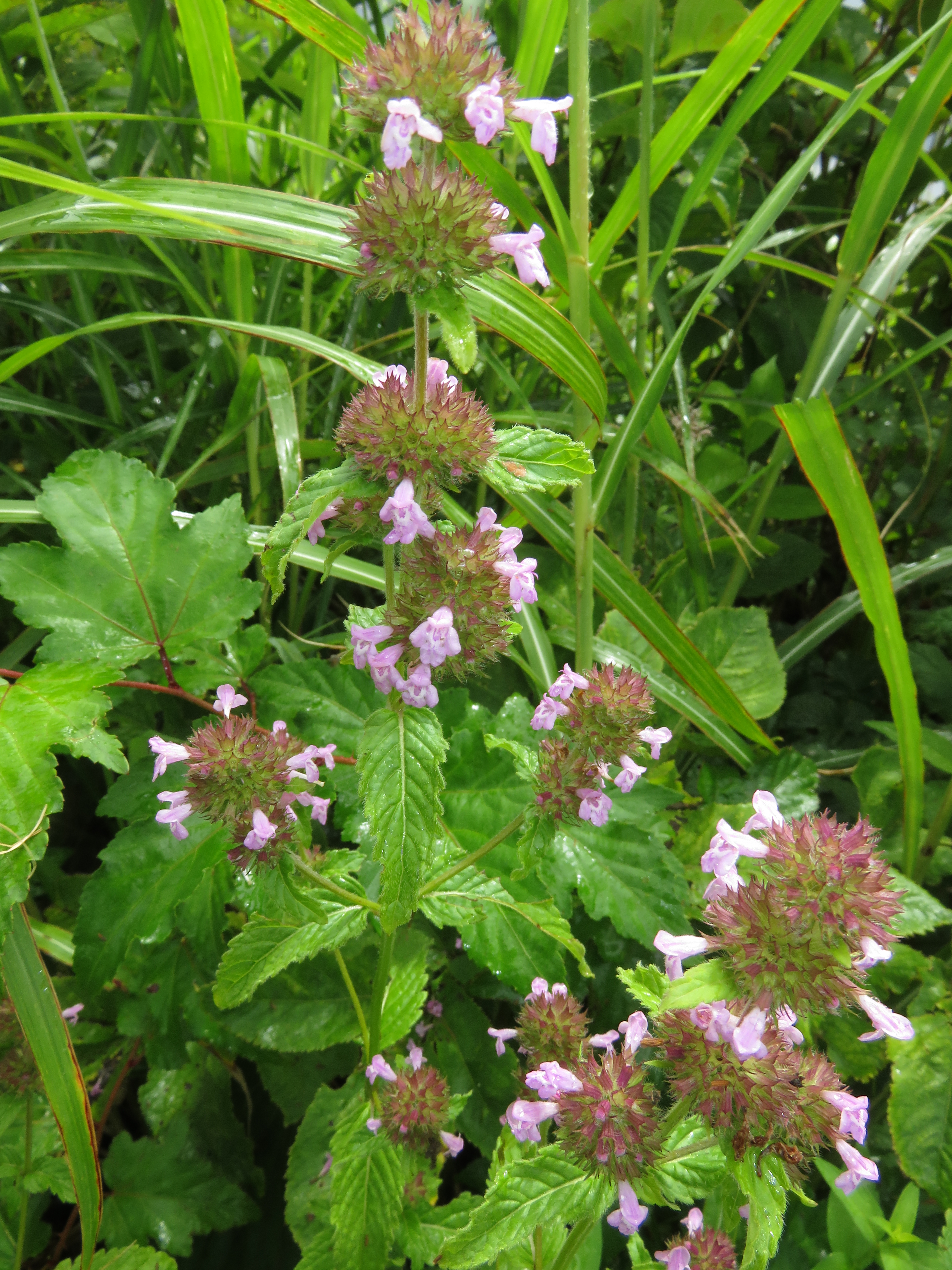
Clinopodium chinense
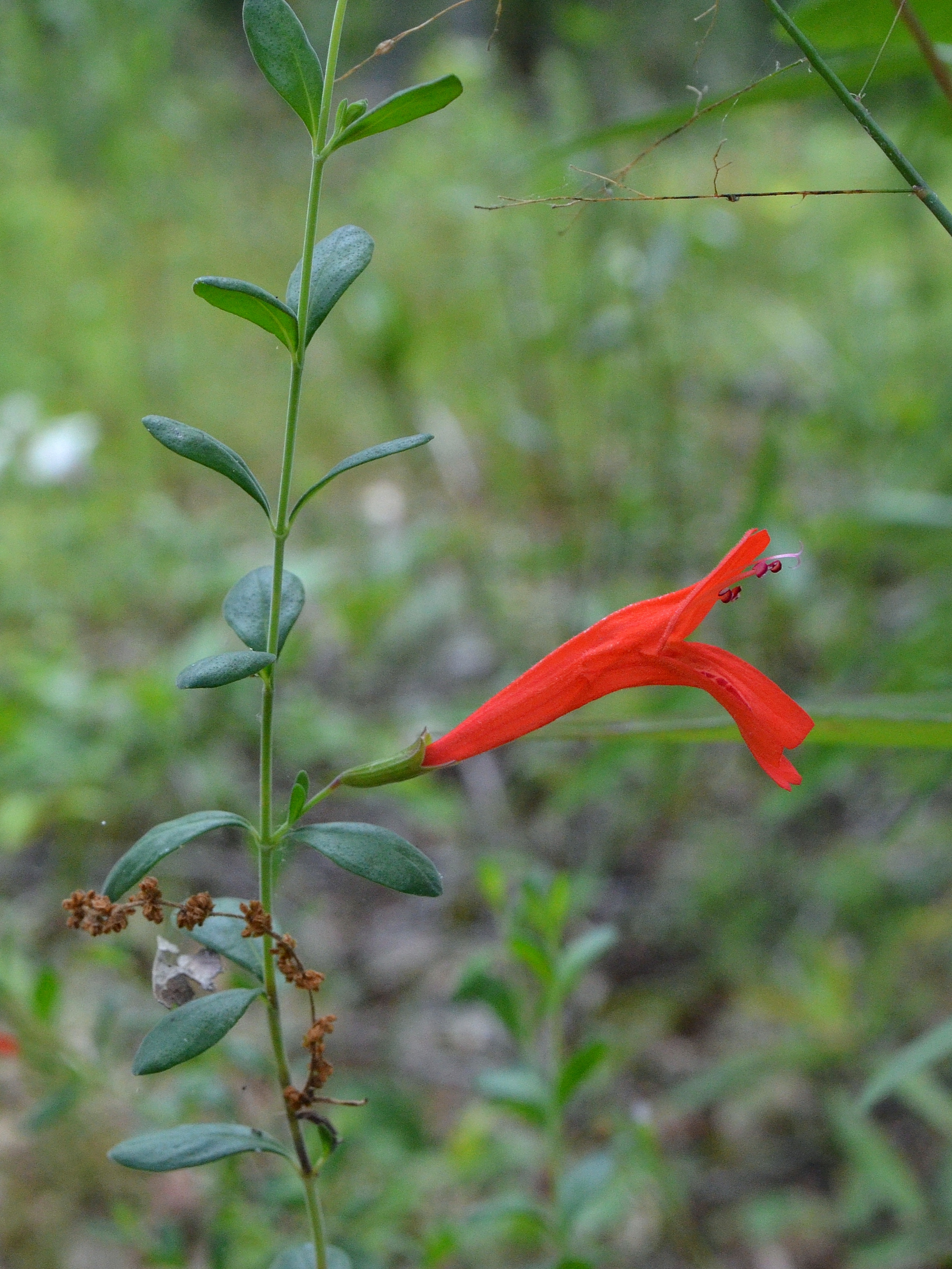
Clinopodium coccineum
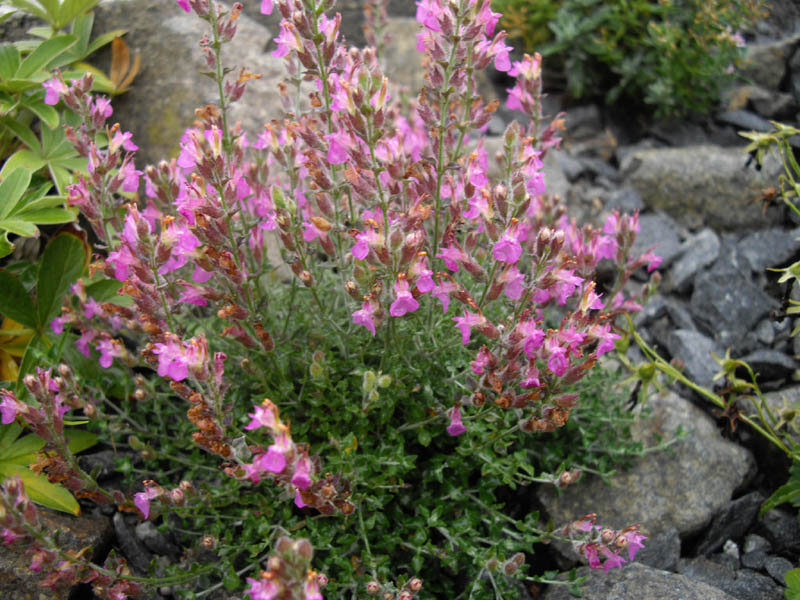
Clinopodium corsicum
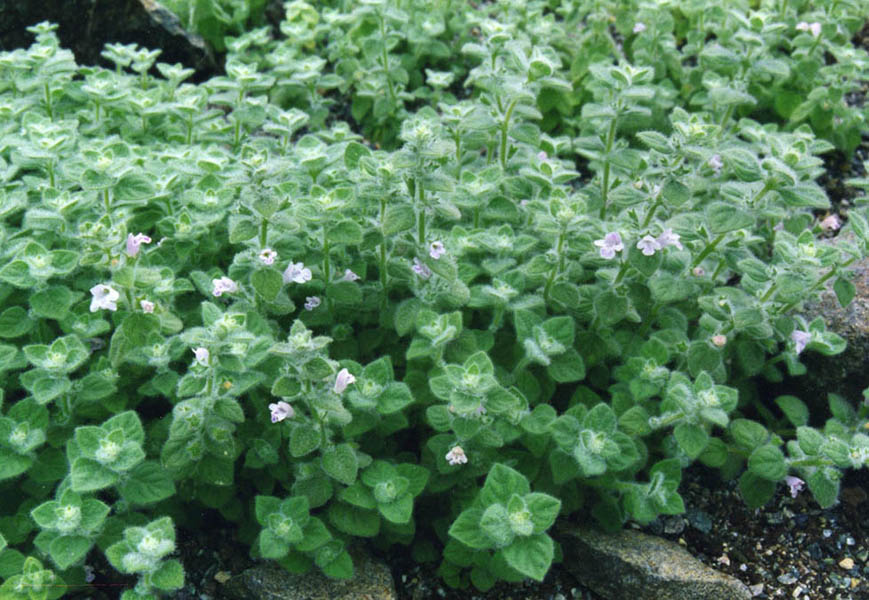
Clinopodium creticum
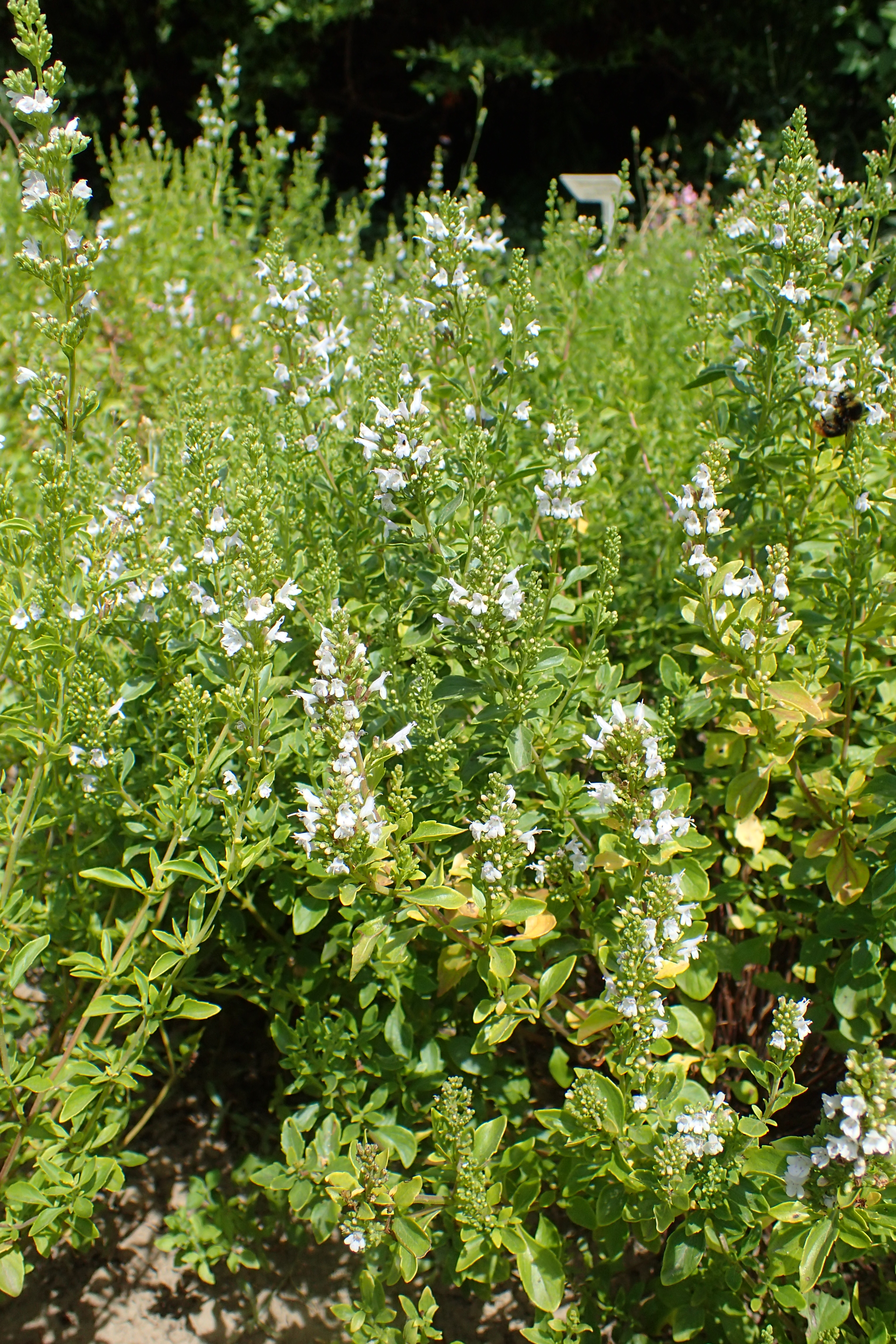
Clinopodium dalmaticum
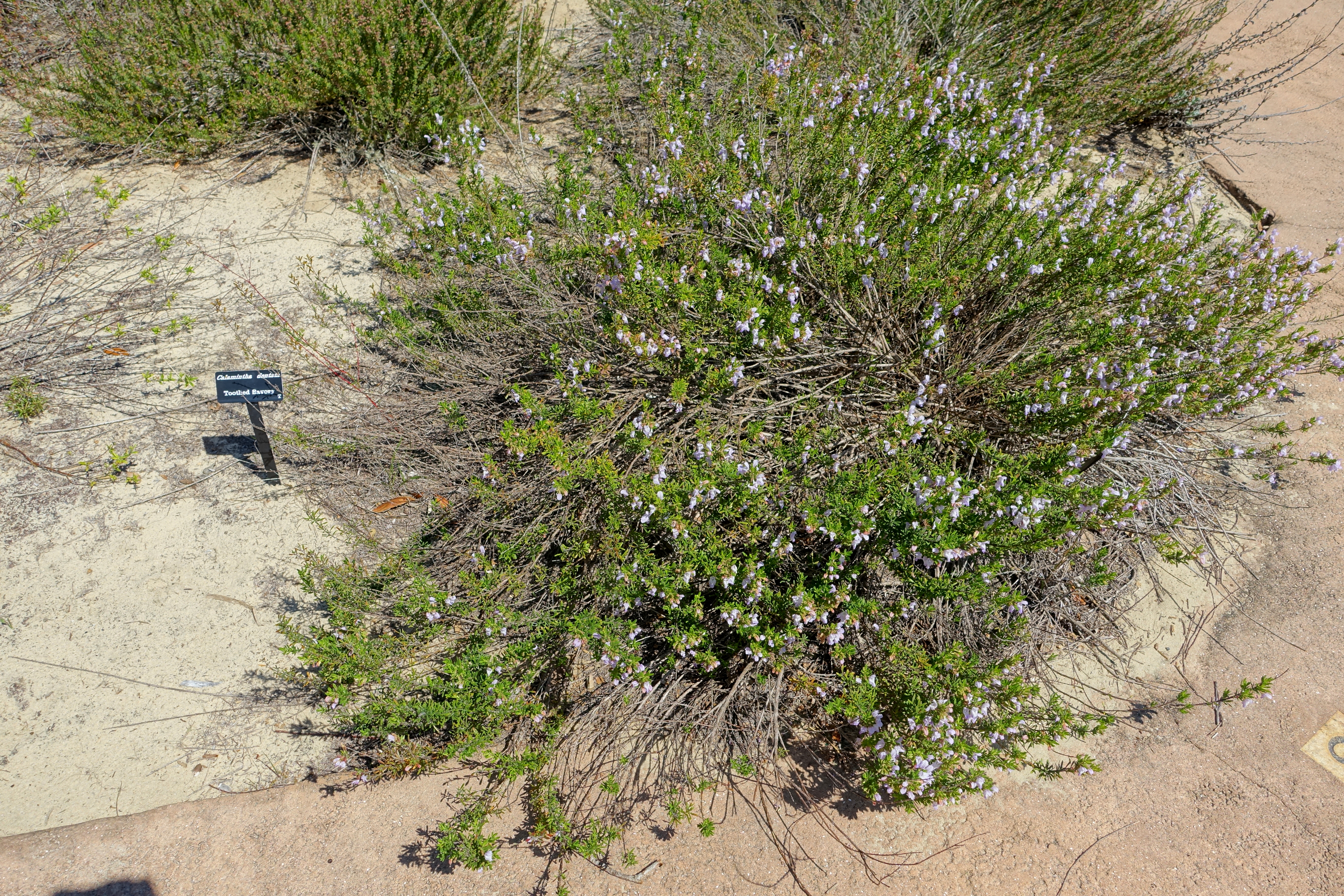
Clinopodium dentatum
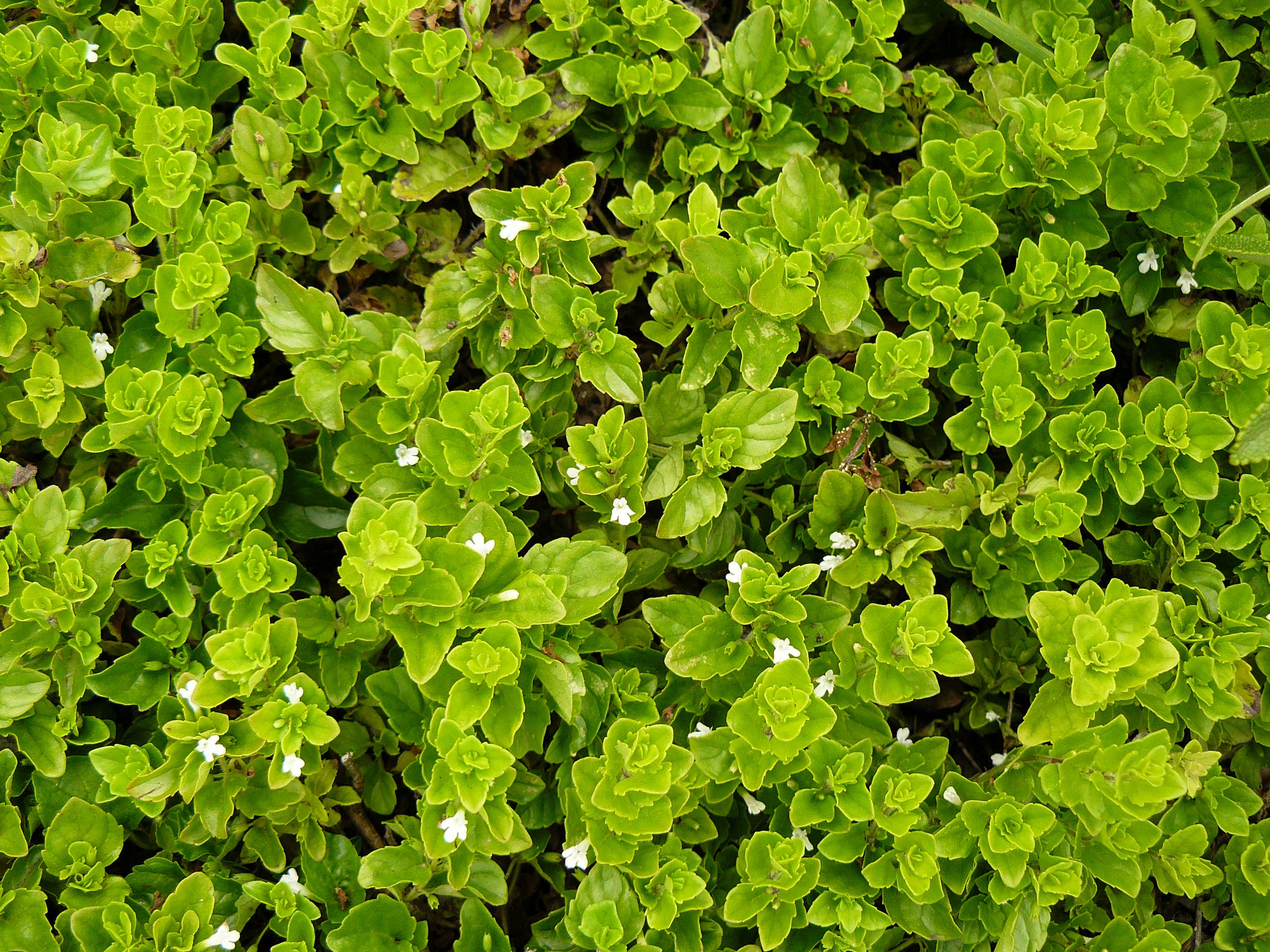
Clinopodium douglasii
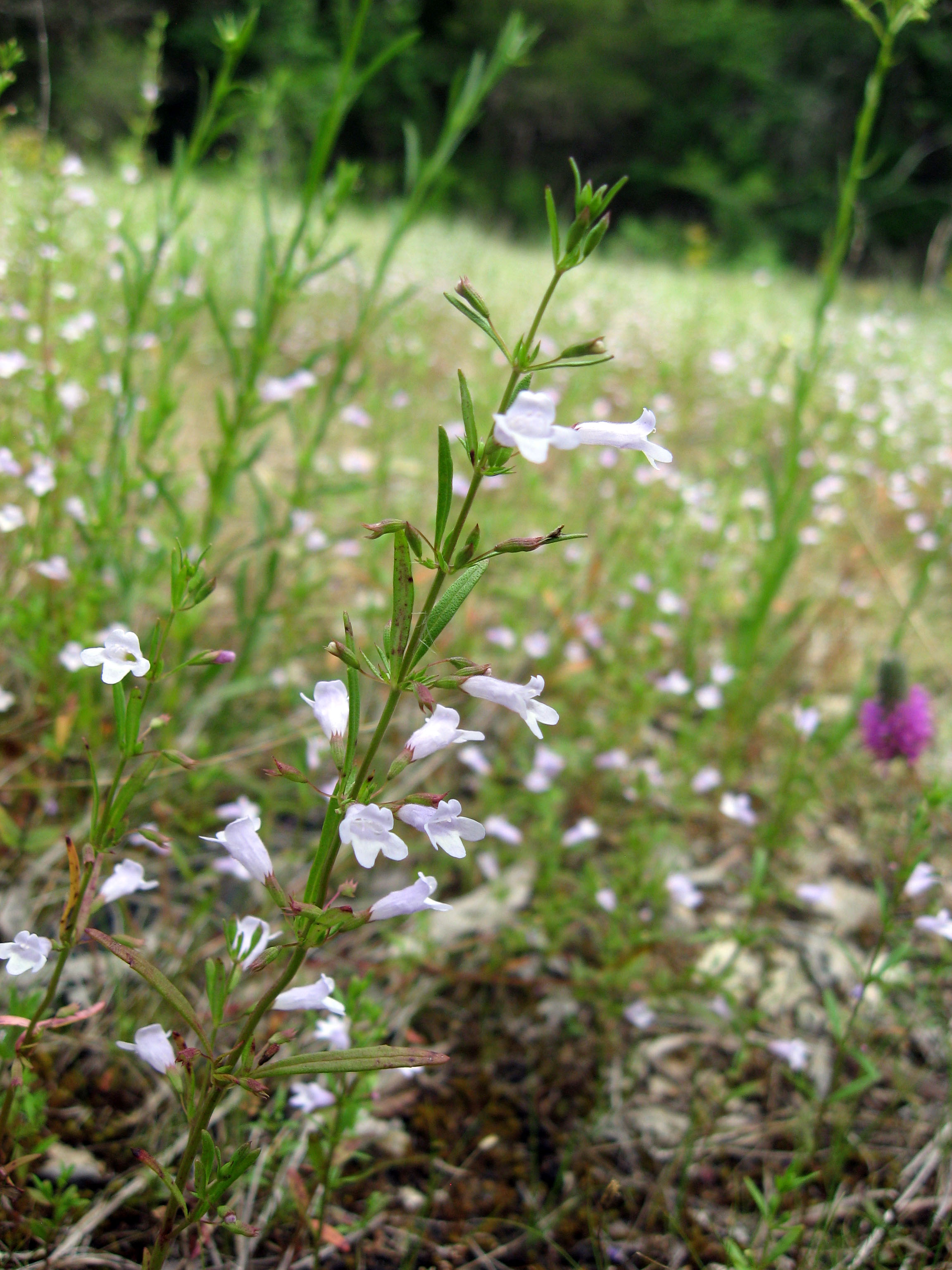
Clinopodium glabellum
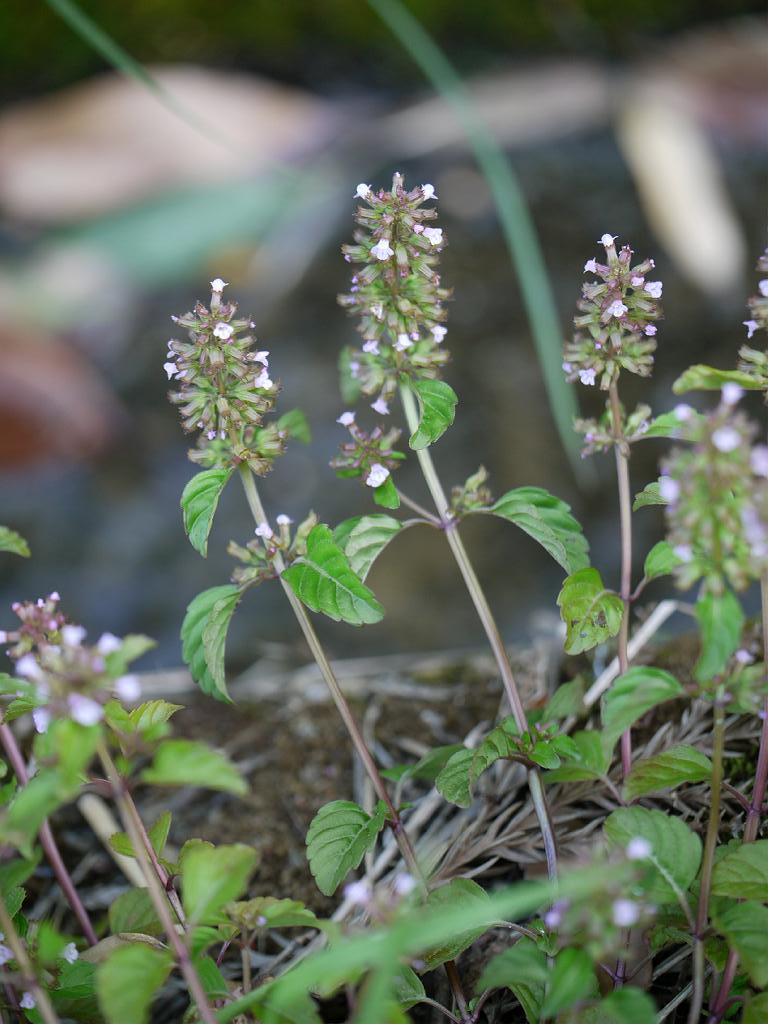
Clinopodium gracile
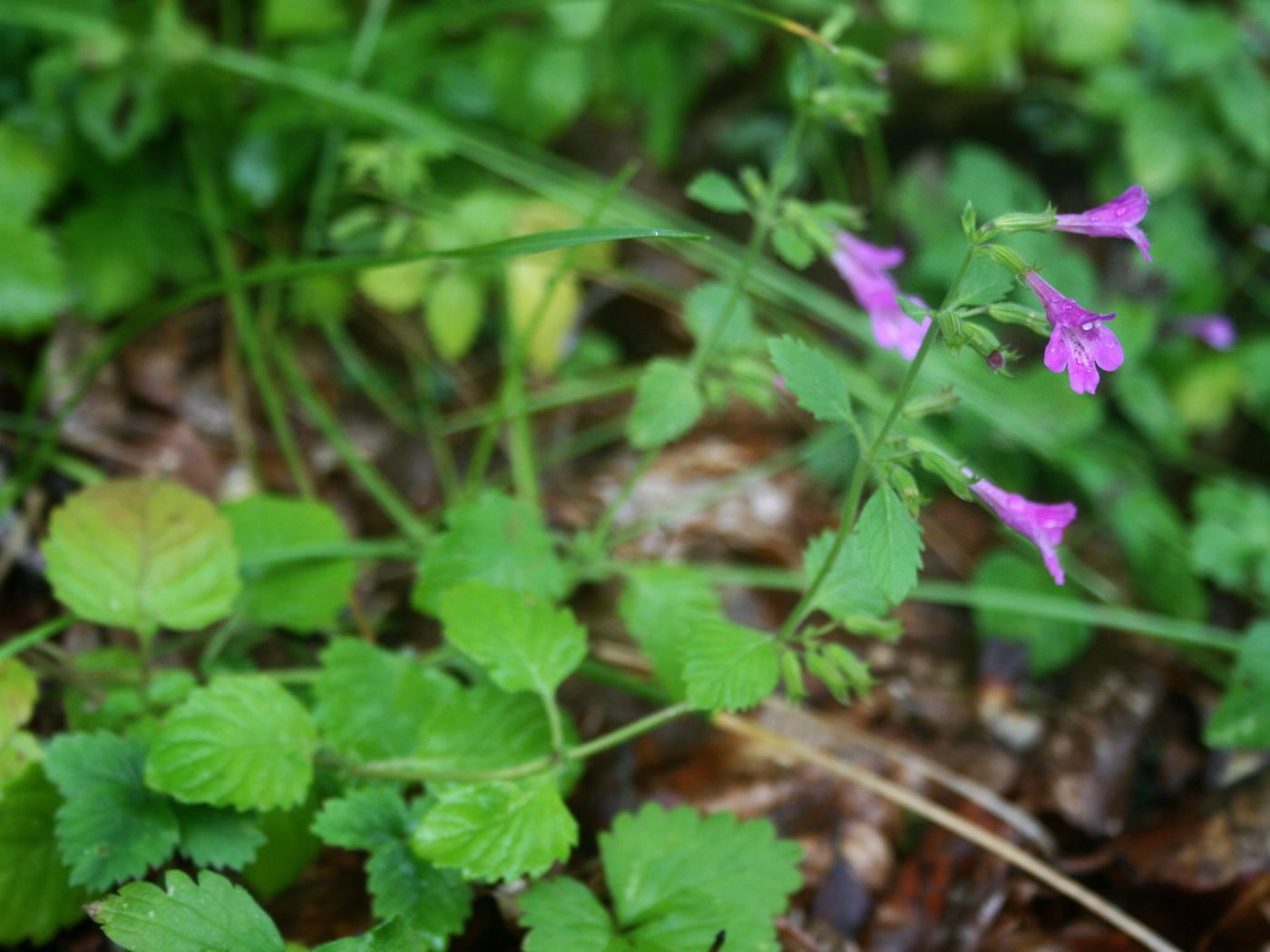
Clinopodium grandiflorum
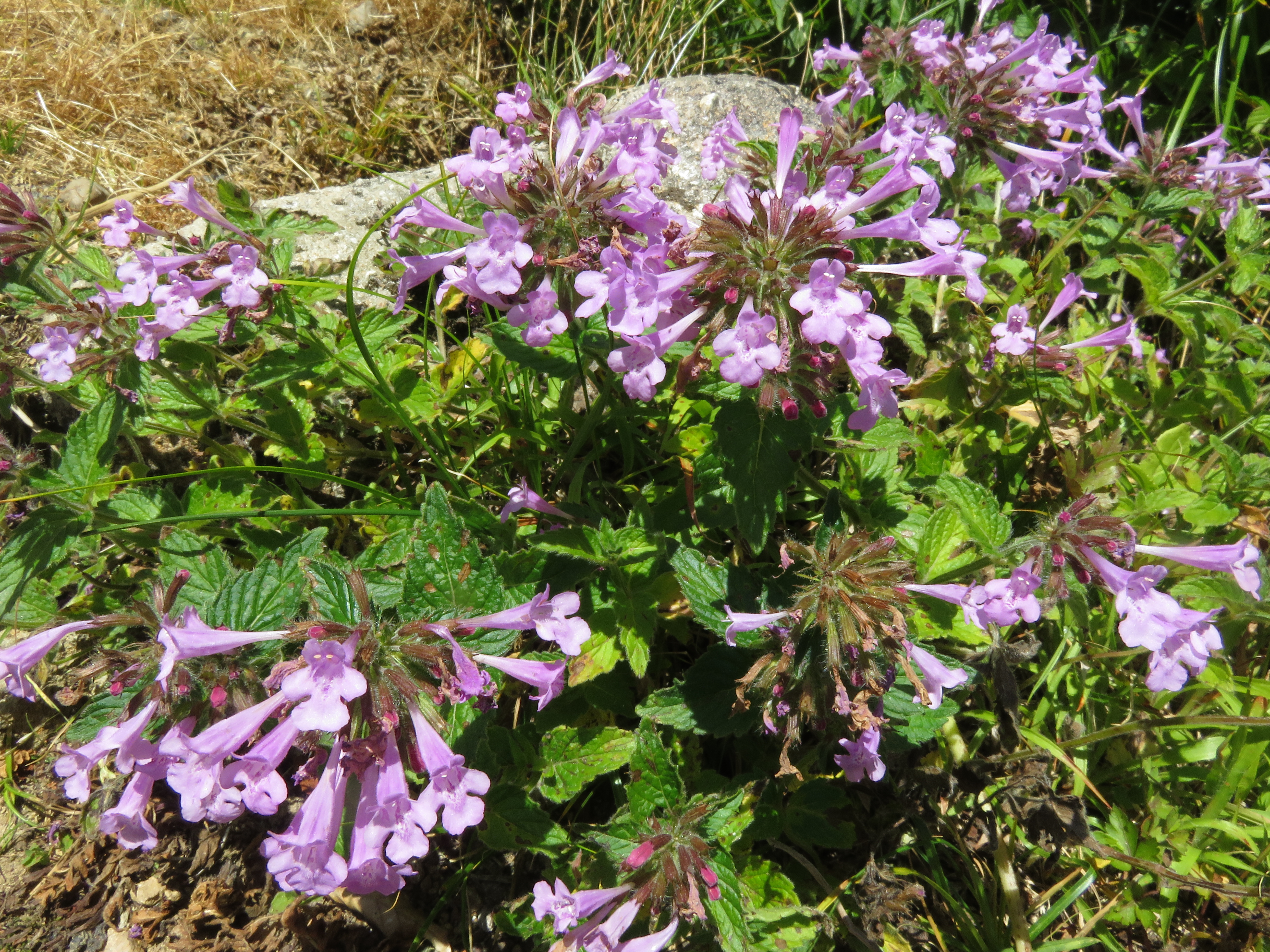
Clinopodium macranthum
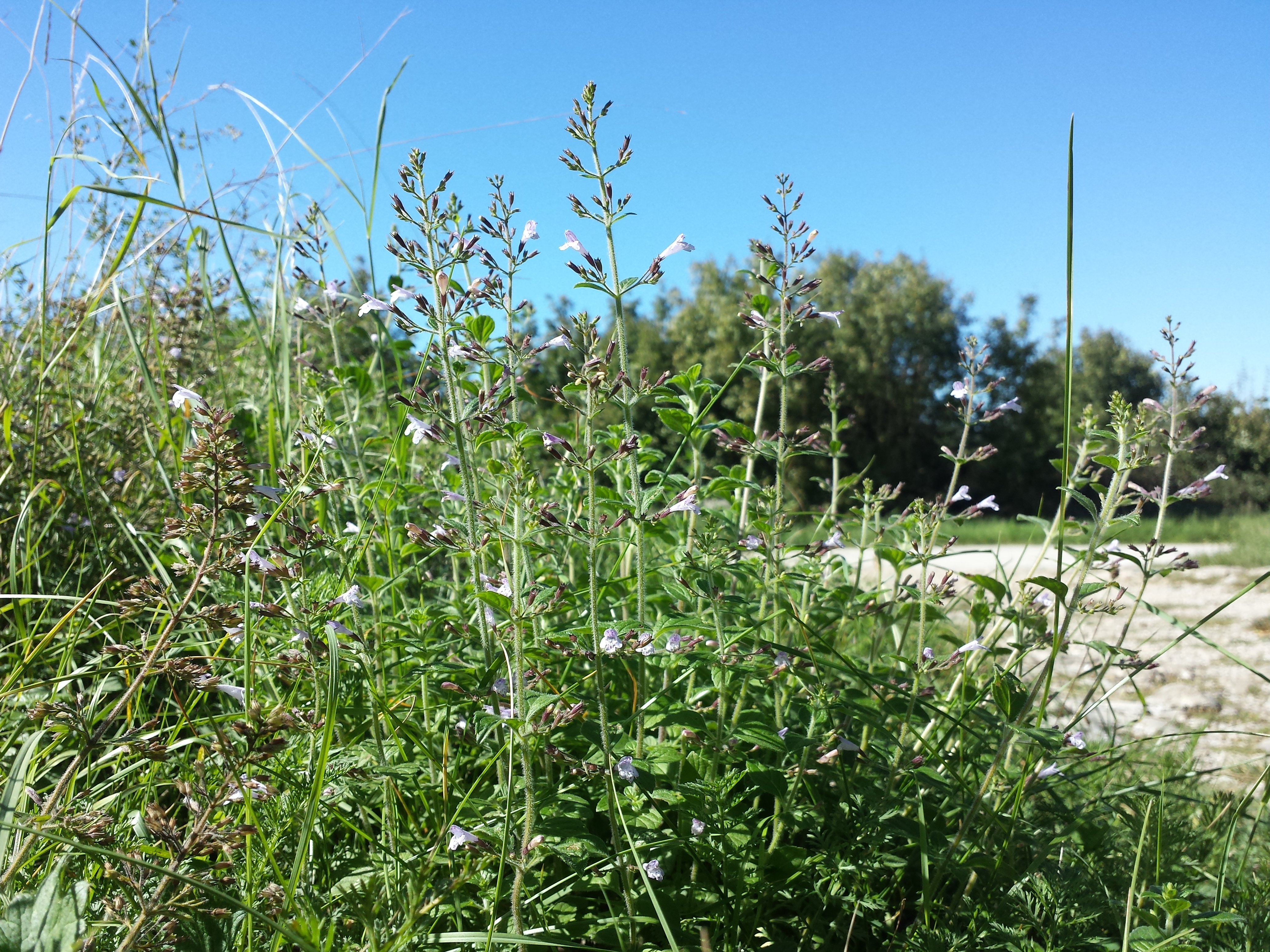
Clinopodium menthifolium
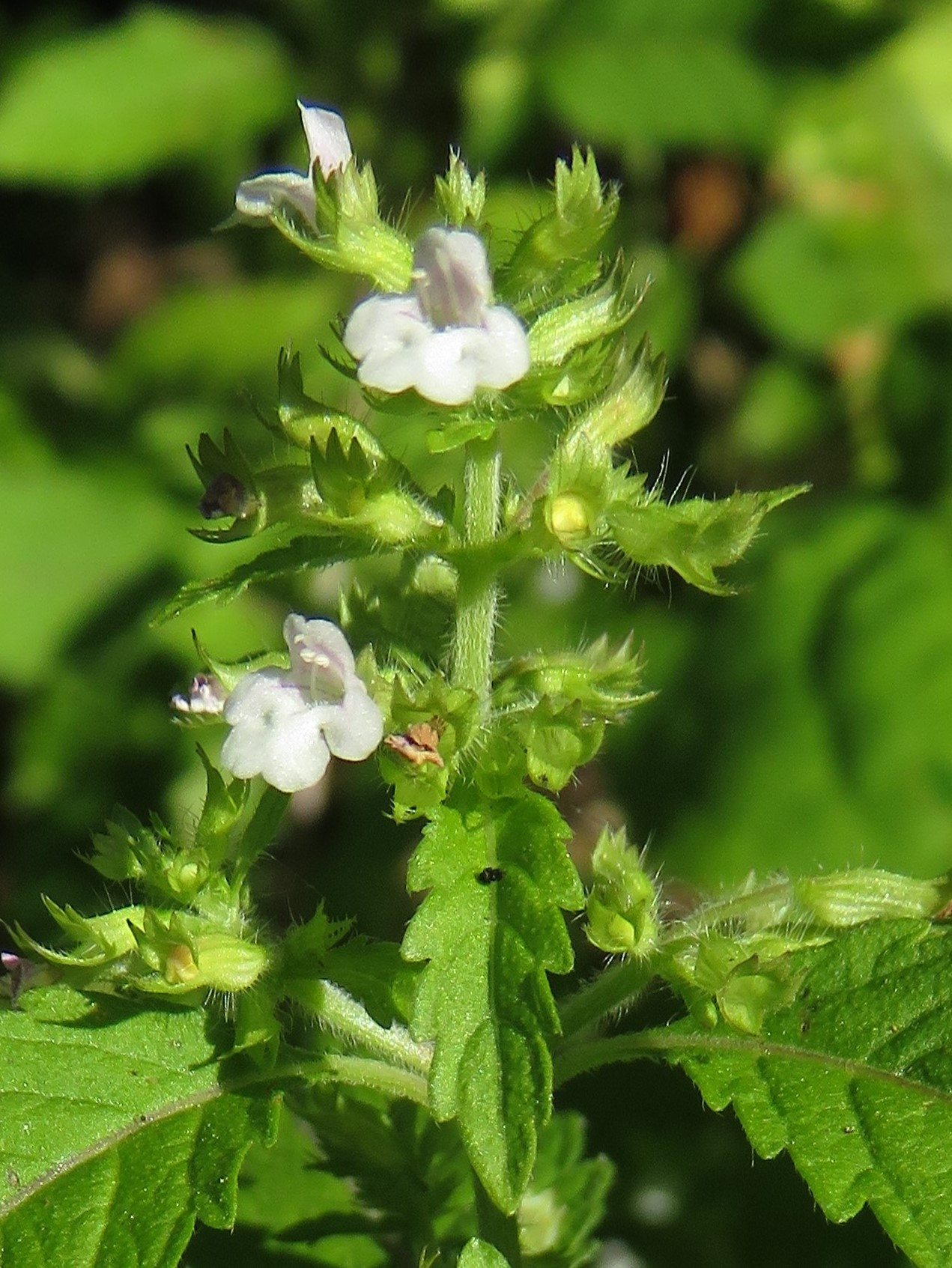
Clinopodium micranthum
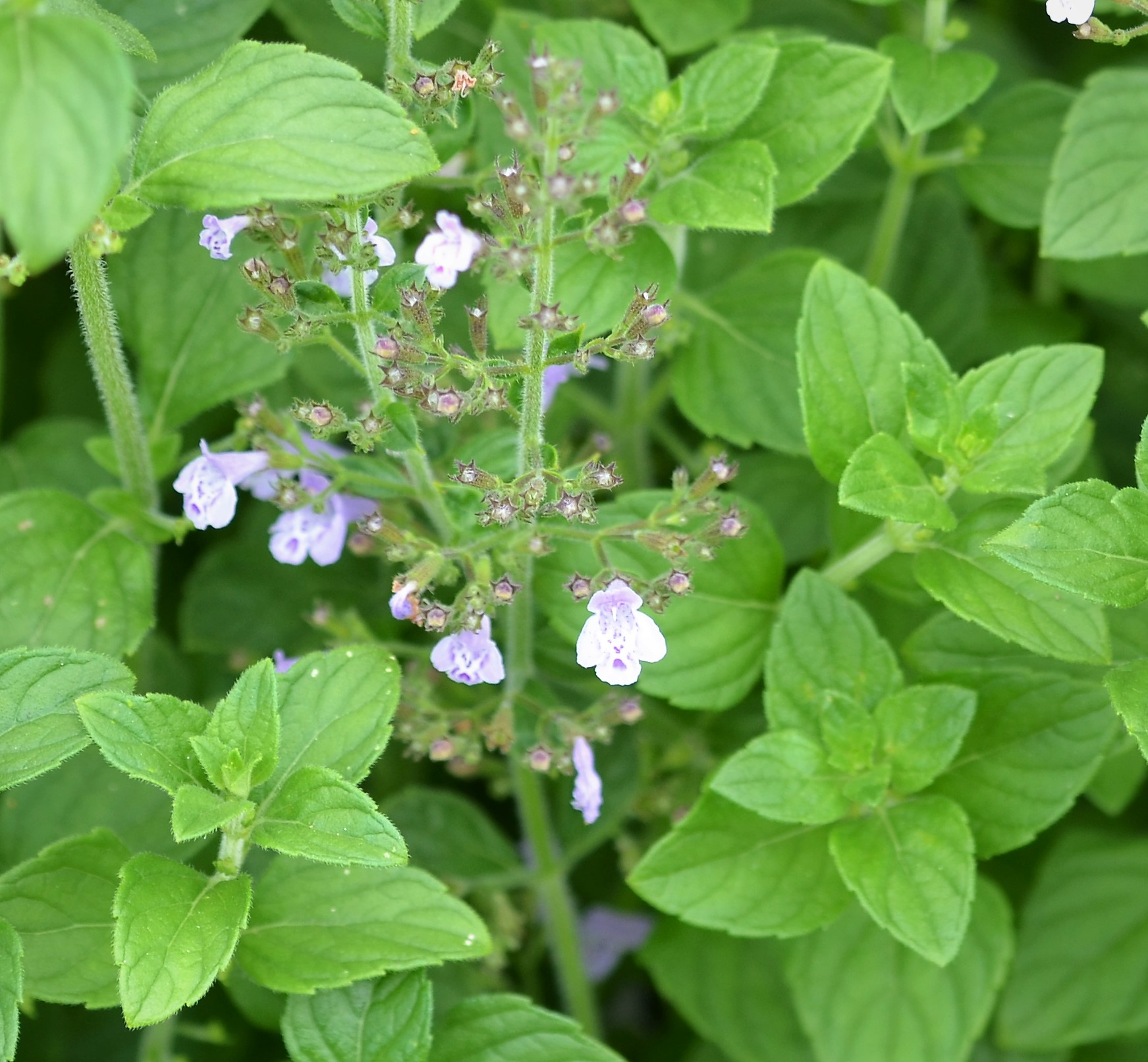
Clinopodium nepeta
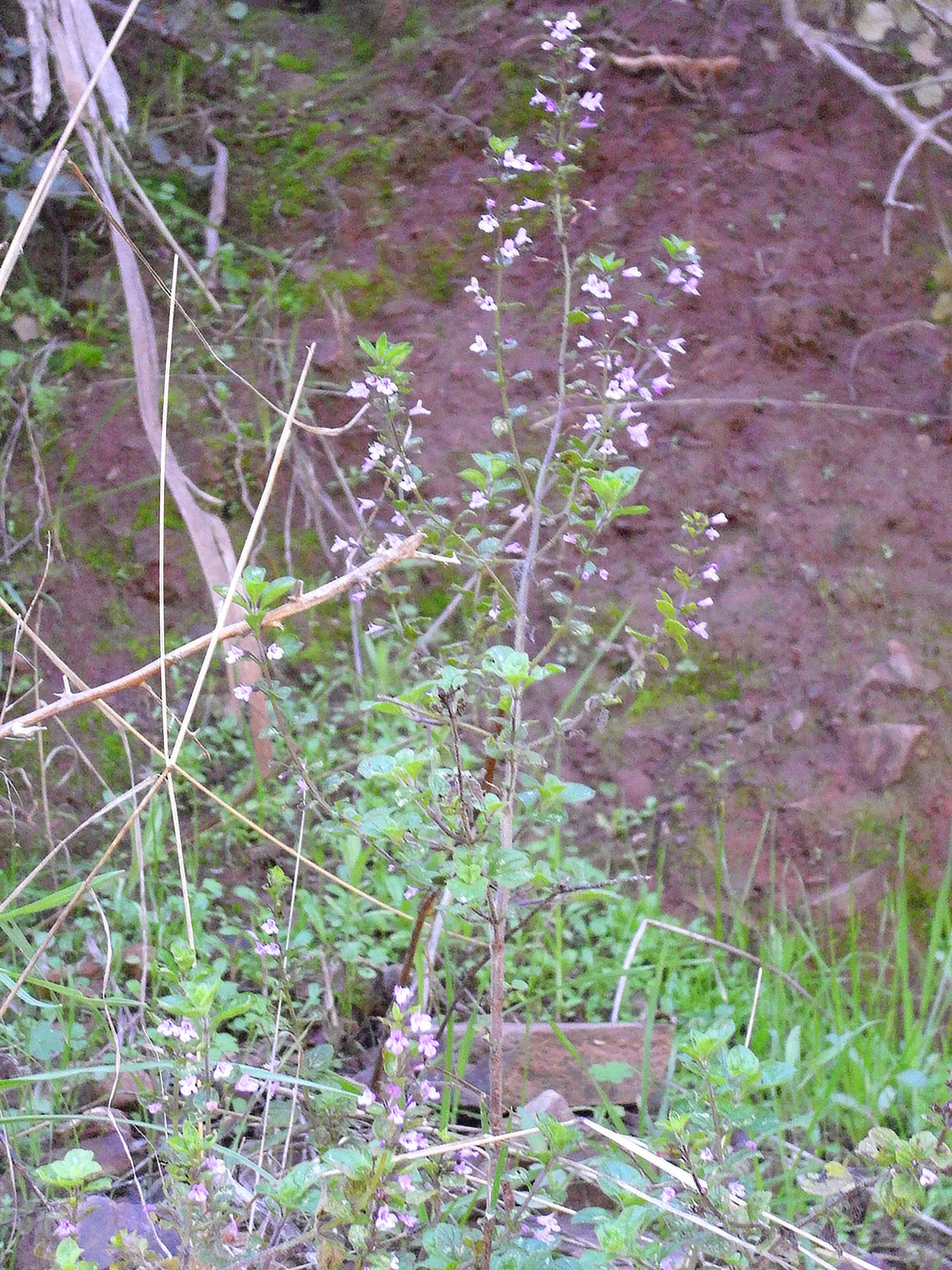
Clinopodium serpyllifolium
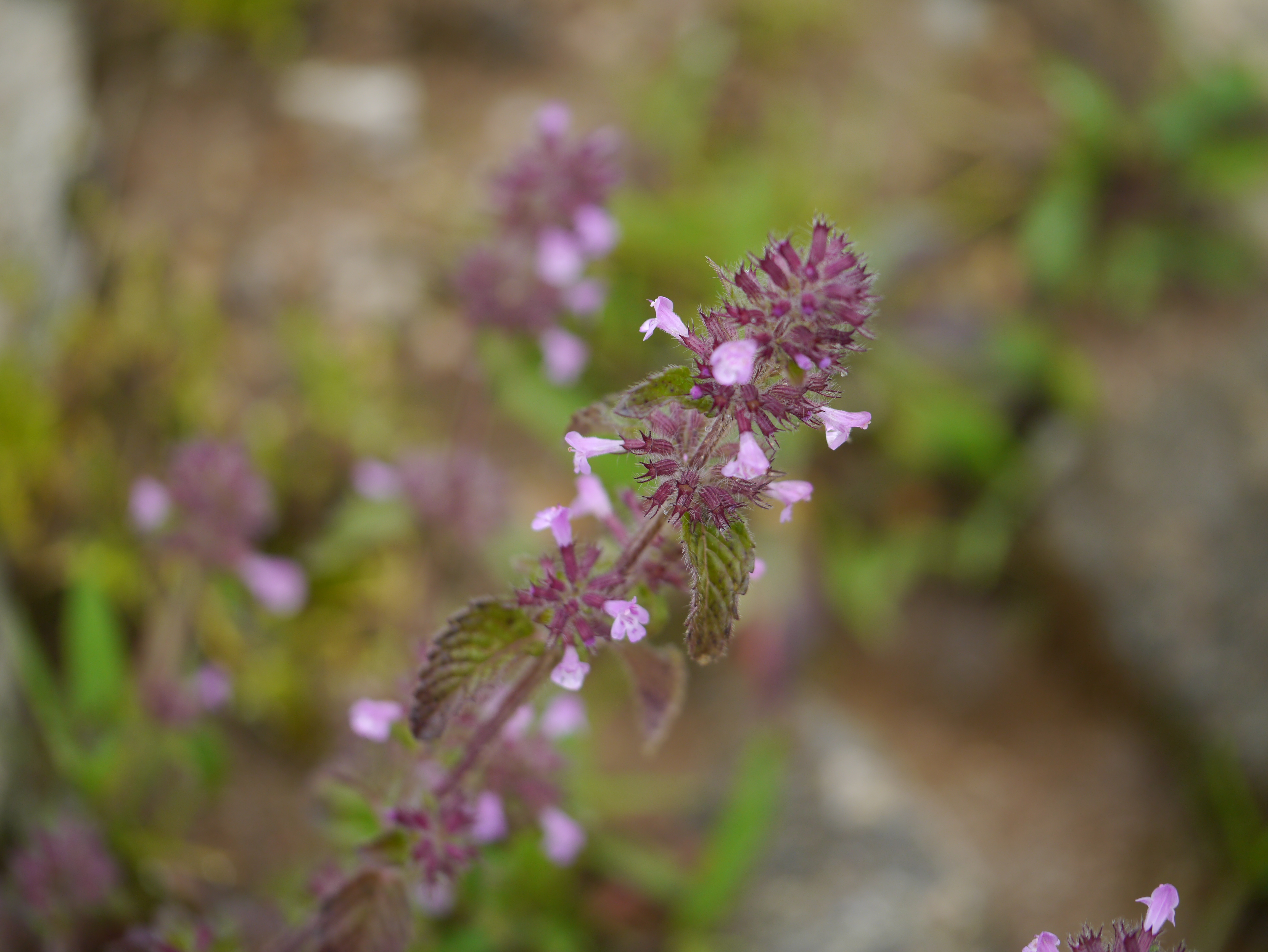
Clinopodium umbrosum